# Matías Romero (calciatore)
Matías Alexis Romero (San Miguel de Tucumán, 1º febbraio 1996) è un calciatore argentino, attaccante del Miami FC.

## Caratteristiche tecniche
È un'ala destra.

## Carriera

### Club
Cresciuto nelle giovanili dell'Argentinos Juniors, ha esordito in prima squadra l'11 agosto 2018 in occasione del match di campionato perso 1-0 contro il Gimnasia (LP).

### Nazionale
Nel 2013 con la nazionale Under-17 argentina ha vinto il campionato sudamericano Under-17.

## Statistiche

### Presenze e reti nei club
Statistiche aggiornate al 24 novembre 2018.
| Stagione        | Squadra            | Campionato      | Campionato | Campionato | Coppe nazionali | Coppe nazionali | Coppe nazionali | Coppe continentali | Coppe continentali | Coppe continentali | Altre coppe | Altre coppe | Altre coppe | Totale | Totale | Totale |
| Stagione        | Squadra            | Comp            | Pres       | Reti       | Comp            | Pres            | Reti            | Comp               | Pres               | Reti               | Comp        | Pres        | Reti        | Pres   | Reti   |        |
| --------------- | ------------------ | --------------- | ---------- | ---------- | --------------- | --------------- | --------------- | ------------------ | ------------------ | ------------------ | ----------- | ----------- | ----------- | ------ | ------ | ------ |
| 2018-2019       | Argentinos Juniors | PD              | 9          | 0          | CA              | 1               | 0               |                    | -                  | -                  |             | -           | -           | 10     | 0      |        |
| Totale carriera | Totale carriera    | Totale carriera | 9          | 0          |                 | 1               | 0               |                    | -                  | -                  |             | -           | -           | 10     | 0      |        |

## Palmarès

### Nazionale
- Campionato sudamericano Under-17: 1

2013